# Aegoidus debauvei
Aegoidus debauvei är en skalbaggsart som först beskrevs av Guérin-Méneville 1838. Aegoidus debauvei ingår i släktet Aegoidus och familjen långhorningar.
Artens utbredningsområde är:
- Guyana.
- Panama.
- Surinam.
- Venezuela.

Inga underarter finns listade i Catalogue of Life.